# Natuurreservaat Erebuni
Het staatsnatuurreservaat Erebuni is een natuurreservaat in Armenië met een oppervlakte van 89 ha, opgericht in 1981. Het beheer is in handen van het ministerie van natuurbescherming van Armenië. Het ligt ten zuidoosten van Jerevan, tussen de dorpen Mushavan en Geghadir.
Het bestaat uit bergachtig gebied, steppen en halfwoestijn, en ligt 1300-1400 meter boven de zeespiegel. In het park komen verschillende endemische en unieke planten- en diersoorten voor, waaronder meer dan 100 variëteiten van wilde granen (tarwe, rogge, gerst), 293 soorten vaatplanten, 9 soorten reptielen, 50 soorten vogels en 13 soorten zoogdieren.